# Oybek Ismoilov
Oybek Ortiqovich Ismoilov (geboren am 3. März 1976 in der Region Fergana, usbekische SSR, UdSSR) ist ein usbekischer Militärangehöriger, Staatsmann und Oberst. Seit Januar 2020 leitet er das Staatskomitee für die Verteidigungsindustrie Usbekistans.

## Biografie
Oybek Ortikovich wurde am 3. März 1976 in der Region Fergana geboren. 1997 absolvierte er die Chirchik Higher Tank Command and Engineering School und 2006 die Akademie der Streitkräfte der Republik Usbekistan. 2018 wurde er zum stellvertretenden Verteidigungsminister der Republik Usbekistan für Rüstung und Ausrüstung ernannt und war zuvor stellvertretender Rüstungskommandeur der Truppen des Militärbezirks Taschkent.
Seit Januar 2020 leitet er das Staatskomitee der Republik Usbekistan für die Verteidigungsindustrie.